# Parmenio
Parmenio  è un nome proprio di persona italiano maschile.

## Varianti
- Maschili: Parmenione[1][2][4], Parmenone[1]
  - Ipocoristici: Enio
- Femminili: Parmenia[2], Parmeniona[2]

### Varianti in altre lingue
- Catalano: Parmeni[5]
- Greco antico: Παρμενίων (Parmeníōn)[3]
- Latino: Parmenius[1][3], Parmenio[1][3]
- Spagnolo: Parmenio[5], Pármeno[5]

## Origine e diffusione
Deriva dall'antico nome greco Παρμενίων (Parmeníōn), basato sul verbo πᾰρᾰμένειν (paramenein, "stare fermo", "perseverare"), quindi "costante", "perseverante", "che rimane appresso", "che rimane fedele"; è quindi analogo, per semantica, ai nomi Costante e Paziente.
In Italia è sostenuto dal culto verso san Parmenio, ma è raro, attestato sporadicamente nel Centro-Nord.

## Onomastico
L'onomastico si può festeggiare il 22 luglio in memoria di san Parmenio, diacono, martire in Persia sotto Decio

## Persone
- Parmenio Bettoli, giornalista, scrittore e commediografo italiano

### Variante Parmenione
- Parmenione, militare macedone antico